# Iñaki Cañal
Iñaki Cañal García (* 30. September 1997 in Gijón) ist ein spanischer Sprinter, der sich auf die 400-Meter-Distanz spezialisiert hat.

## Sportliche Laufbahn
Erste internationale Erfahrungen sammelte Iñaki Cañal im Jahr 2015, als er bei den Junioreneuropameisterschaften in Eskilstuna mit der spanischen 4-mal-100-Meter-Staffel in der Vorrunde disqualifiziert wurde. 2022 startete er mit der 4-mal-400-Meter-Staffel bei den Hallenweltmeisterschaften in Belgrad und gewann dort in 3:06,82 min gemeinsam mit Bruno Hortelano, Manuel Guijarro und Bernat Erta die Silbermedaille hinter dem Team aus Belgien. Im Mai gewann er bei den Ibero-Amerikanischen Meisterschaften in La Nucia mit 3:04,05 min die Silbermedaille mit der Staffel hinter dem Team aus der Dominikanischen Republik. Anschließend belegte er bei den Mittelmeerspielen in Oran in 46,44 s den fünften Platz. Daraufhin verpasste er bei den Weltmeisterschaften in Eugene mit 3:16,14 min den Finaleinzug in der Mixed-Staffel und im August schied er bei den Europameisterschaften in München mit 46,10 s im Halbfinale über 400 Meter aus und wurde in der 4-mal-400-Meter-Staffel in 3:00,54 min Vierter. 2023 erreichte er bei den Halleneuropameisterschaften in Istanbul das Halbfinale über 400 Meter, ging dort aber nicht mehr an den Start. Im Juni wurde er bei der 1. Liga der Team-Europameisterschaft im Rahmen der Europaspiele in Chorzów in 45,51 s Siebter über 400 Meter und gelangte auch mit der Mixed-Staffel mit 3:16,79 min auf Rang sieben. Im August verpasste er dann bei den Weltmeisterschaften in Budapest mit 3:02,64 min den Finaleinzug mit der Männerstaffel. Bei den World Athletics Relays 2024 auf den Bahamas wurde er in 3:02,39 min Erster im B-Lauf in der 2. Qualifikationsrunde über 4-mal 400 Meter für die Olympischen Spiele in Paris und sicherte damit dem spanischen Team einen Startplatz. Anschließend belegte er bei den Europameisterschaften in Rom in 3:01,44 min den fünften Platz. Im August verpasste er bei den Olympischen Sommerspielen in Paris mit 3:01,60 min den Finaleinzug mit der Männerstaffel.
2025 erreichte er bei den Halleneuropameisterschaften in Apeldoorn das Finale über 400 Meter und belegte dort in 45,88 s den vierten Platz.
2024 wurde Cañal spanischer Meister in der 4-mal-400-Meter-Staffel sowie 2025 Hallenmeister über 400 Meter.

## Persönliche Bestleistungen
- 200 Meter: 20,93 s (+1,6 m/s), 16. Juni 2022 in Castellón de la Plana
  - 200 Meter (Halle): 21,56 s, 30. Januar 2016 in Valladolid
- 400 Meter: 45,27 s, 22. Juli 2023 in Madrid
  - 400 Meter (Halle): 45,74 s, 23. Februar 2025 in Madrid